# 중심곱
군론에서, 중심곱(中心곱, 영어: central product)은 두 군을 합성하여 더 큰 군을 만드는 이항 연산이다.:29 직접곱과 유사하나, 이 경우 두 군의 중심(의 부분군)이 중복되지 않는다.

## 정의
다음이 주어졌다고 하자.
- 두 군 {\displaystyle H}, {\displaystyle K}
- 두 중심 부분군 {\displaystyle H^{\circ }\leq \operatorname {Z} (H)}, {\displaystyle K^{\circ }\leq \operatorname {Z} (K)}
- 군 동형 사상 {\displaystyle \theta \colon H^{\circ }\to K^{\circ }}

그렇다면, 이에 대한 중심곱은 다음과 같은 군이다.
{\displaystyle H\circ K={\frac {H\times K}{\{(h,k)\in H^{\circ }\times K^{\circ }\colon \theta (h)k=1\}}}}
만약 {\displaystyle H^{\circ }=K^{\circ }=1}일 경우 이는 군의 직접곱과 같다. 만약 {\displaystyle (H^{\circ },K^{\circ })}가 구체적으로 언급되지 않을 경우, 보통 {\displaystyle H^{\circ }=\operatorname {Z} (H)}, {\displaystyle K^{\circ }=\operatorname {Z} (K)}를 의미한다.

## 예
파울리 행렬 {\displaystyle \sigma ^{1},\sigma ^{2},\sigma ^{3}} 및 {\displaystyle \mathrm {i} }로 생성되는 유한군인 파울리 군(영어: Pauli group)
{\displaystyle G\leq \operatorname {GL} (2;\mathbb {C} )}
을 생각하자. 이는 크기 16의 유한군이며, 크기 8의 정이면체군과 4차 순환군의 중심곱이다.
{\displaystyle G\cong \operatorname {Dih} (\operatorname {Cyc} (4))\circ \operatorname {Cyc} (4)}

## 참고 문헌
1. ↑  Gorenstein, Daniel (1980). 《Finite groups》 (영어). Chelsea. ISBN 978-0-8284-0301-6. MR 569209.